# Stilobezzia sahariensis
Stilobezzia sahariensis är en tvåvingeart som beskrevs av Jean-Jacques Kieffer 1923. Stilobezzia sahariensis ingår i släktet Stilobezzia och familjen svidknott. Inga underarter finns listade i Catalogue of Life.